# Gamers.at
Gamers.at (kurz GAT) war eine österreichische Computerspielezeitschrift, die vom consol.MEDIA-Verlag aus Wien herausgegeben wurde. Gamers.at erschien acht Mal im Jahr. Pro Ausgabe hatte sie etwa 108 Seiten, abhängig von der Anzahl erscheinender Spiele und sonstiger spielrelevanter Themen. Nachdem der Verlag consol.MEDIA Anfang November 2013 Insolvenz angemeldet hatte, wurde die Zeitschrift eingestellt. Gamers.at existiert allerdings seit 1999 als Online-Magazin und wird auch nach dem Einstellen des Printmediums weiterhin online betrieben.

## Geschichte
Gamers.at startete im Dezember 1999 als reines Online-Magazin mit Fokus auf News und Community und ist somit die älteste österreichische noch existierende Spielewebseite. Später wurde die Webseite um Artikel und Downloads ergänzt und 2002 mit einem neuen Design relauncht. 2003 erschienen regelmäßig Kolumnen und Spieletests von Gamers.at in der österreichischen Tageszeitung Die Presse.
Im September 2005 schloss sich Gamers.at mit dem consol.MEDIA-Verlag zusammen, der mit dem Magazin Consol.at schon Erfahrung im Print-Bereich besaß. Am 18. November des Jahres erschien die erste gedruckte Ausgabe als Multiplattform-Magazin mit Fokus auf den typischen Lifestyle der Spieler – also nicht nur News, Tests und Previews, sondern auch Musik, Comics und Bücher.
Nach anfangs vier Ausgaben im Jahr wurde die Anzahl das Erscheinungsweise 2007 auf sechs pro Jahr erhöht. Diese Frequenz erhöht sich ab 2010 auf acht Ausgaben pro Jahr. Anfang 2008 fiel die Entscheidung, die Print-Ausgabe als reines PC-Magazin fortzuführen, nachdem schon im Jahr zuvor Konsolentests nur noch als Blick über den Tellerrand geboten worden waren. Online blieb Gamers.at allerdings ein Multiplattformmagazin. Am 12. Dezember 2008 wurde die Gamers-Webseite erneut überarbeitet.
Nach einem schwierigen Halbjahr 2013 muss der consol.MEDIA Verlag mit Anfang November 2013 Konkurs beantragen und der Verlag wird aufgelöst. Somit wird auch der Lizenzvertrag aufgelöst und das Online-Portal wurde wieder von Hannes Linsbauer und Andy Weinberger übernommen und Anfang 2014 neu ausgerichtet und wieder online gestellt.

## GamersPlus
2008 wurde in Zusammenarbeit mit dem Panini Verlag eine Version des Magazins für Deutschland und die Schweiz ins Leben gerufen. Am 24. Oktober erschien die erste Ausgabe der GamersPLUS mit einer Auflage von 150.000 Stück, welche kurz danach auf 60.000 Stück gesenkt wurde. Die Magazine nahmen Rücksicht auf die gesetzlichen Gegebenheiten beim jeweiligen Markt mit länderspezifischen Inhalten (beispielsweise beim E-Sport) und dass die Berichterstattung über in Deutschland nicht veröffentlichte Titel eingeschränkt war (es gab z. B. es keine Wertung zu Aliens versus Predator). 2010 wurde die Zusammenarbeit mit Panini aufgelöst, seit der Juli-Ausgabe erschien GamersPLUS daher wie die Gamers.at über consol.MEDIA bis zur Auflösung im November 2013.

## Inhalt
Die wichtigsten Kategorien der Printausgabe der Gamers.at oder GamersPLUS waren:
- aktuelle Meldungen aus der PC-Spiele-Szene
- Neuigkeiten aus dem eSport-Sektor
- Specials zu Themen, die Spieler interessieren, aber nicht zwangsläufig unmittelbar mit PC-Spielen zu tun haben
- Vorschauen auf PC-Titel, die sich noch in Entwicklung befinden
- Tests aktueller PC-Spiele
- eine Hardwareabteilung mit News und Artikeln über die aktuelle Entwicklung am Hardwaresektor
- der Offtopic-Bereich, in dem über Filme, Comics, Bücher und Brettspiele berichtet wird
- ein Retro-Bericht über Spielehighlights von anno dazumal
- ein Magazinteil mit Leserbriefen, einem Comic und einer Vorschau auf die nächste Ausgabe